# Schwelmer Gesundbrunnen

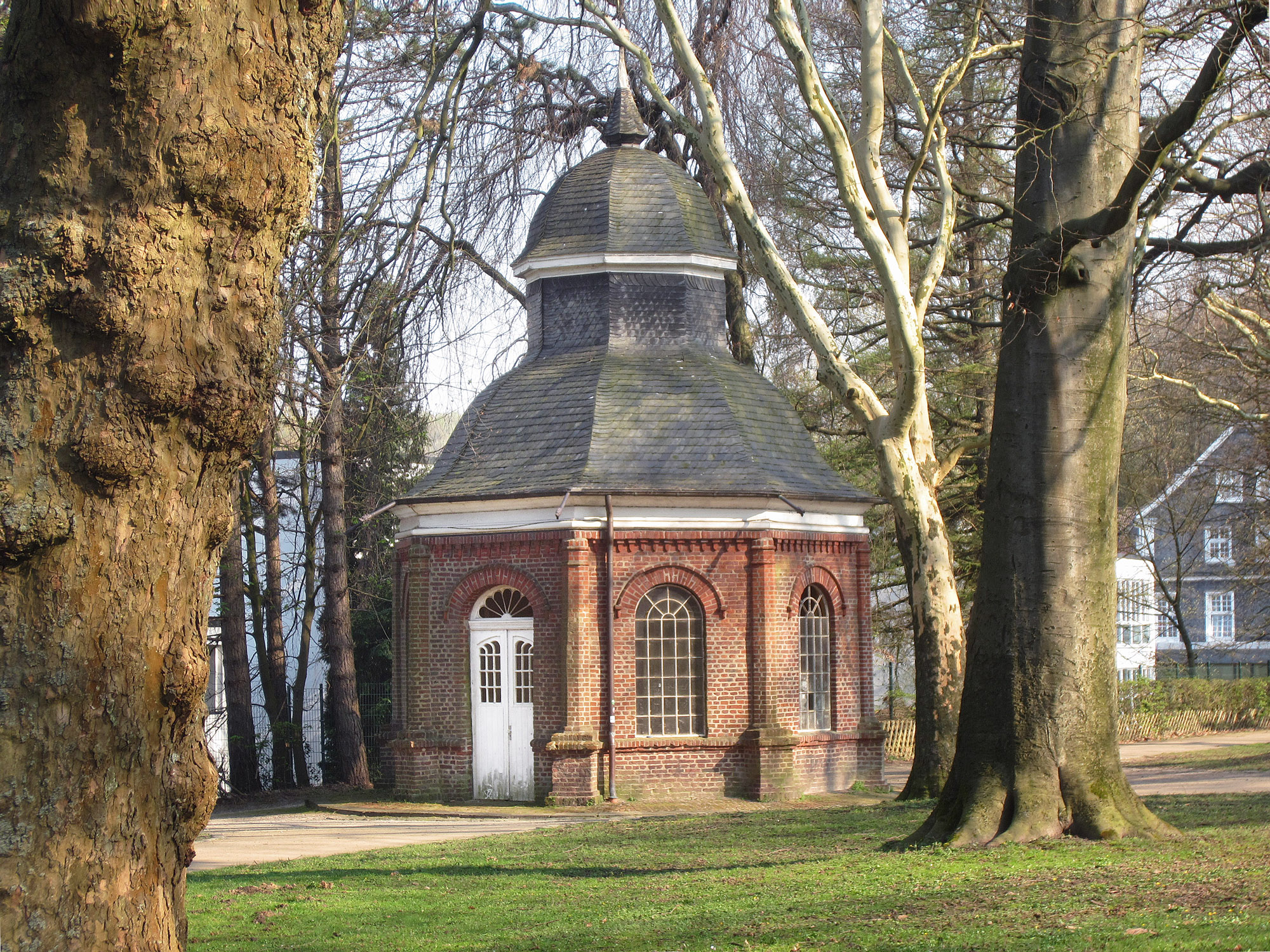
Brunnenhäuschen, 2019

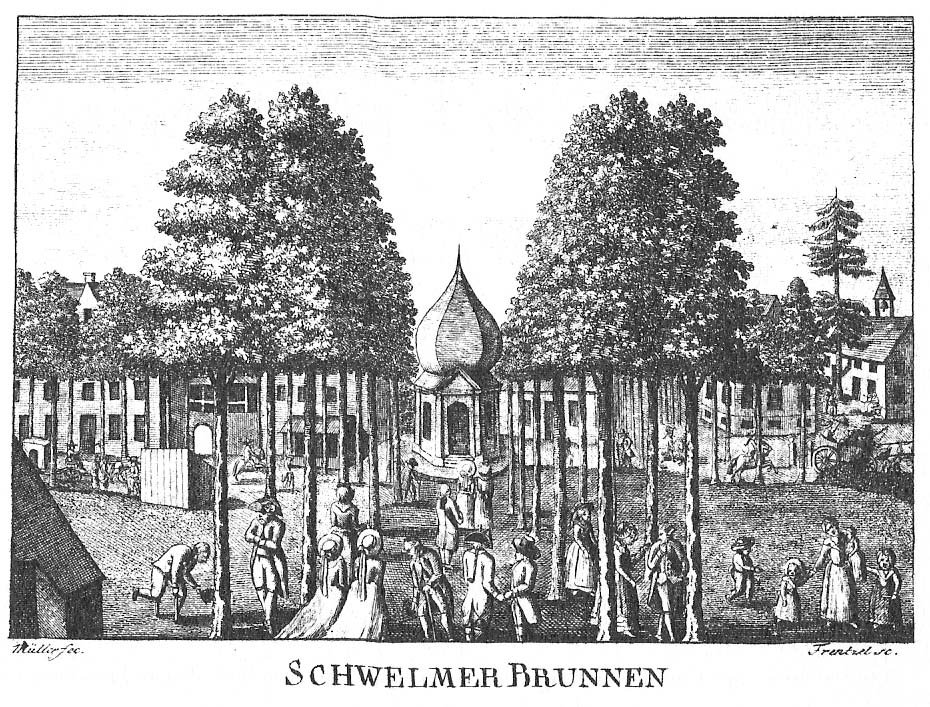
Kupferstich nach Friedrich Christoph Müller, Choragraphie von Schwelm, 1789

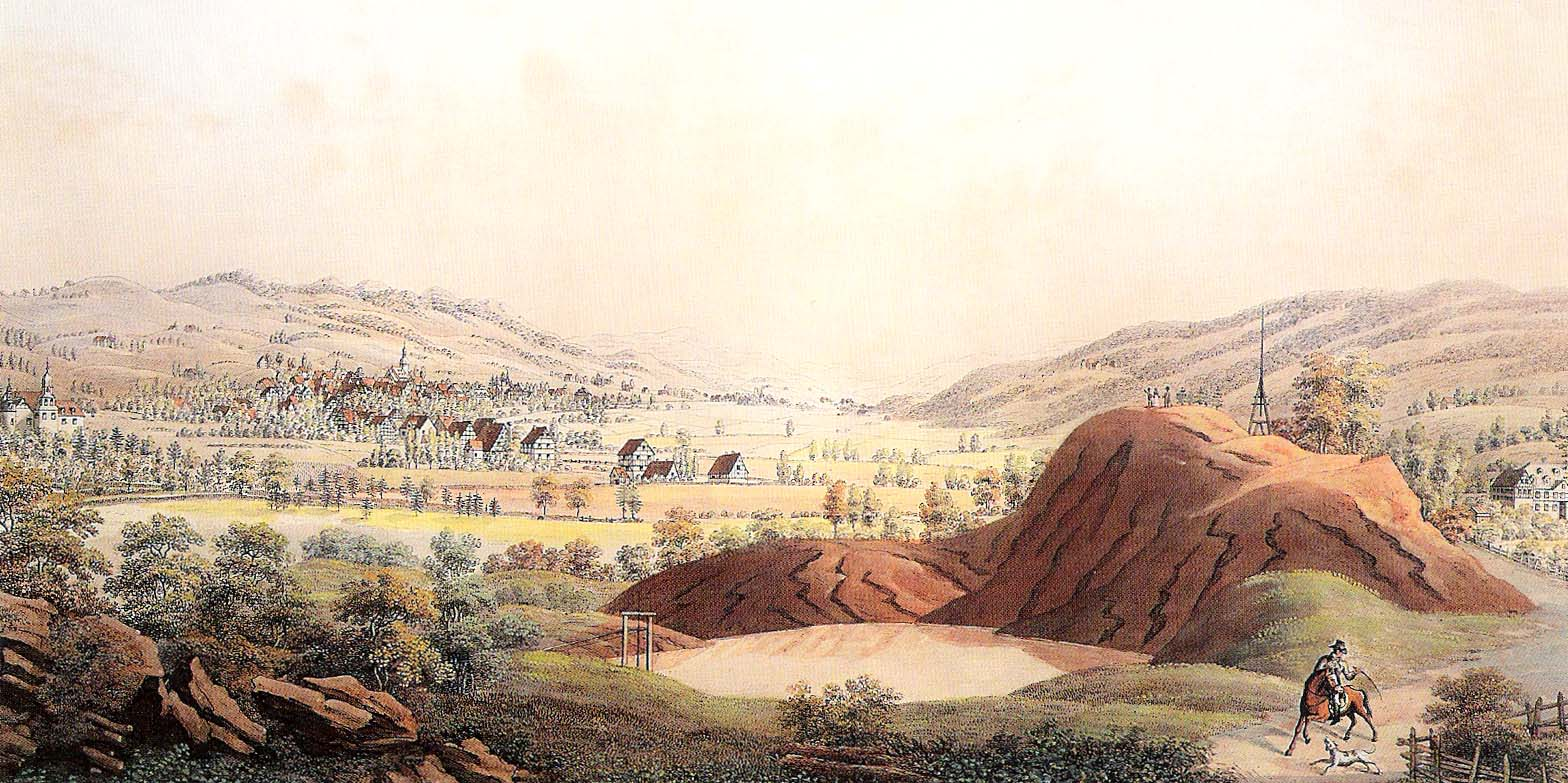
Rote Berge, Abraumhalde des Bergwerks Rodenfeld, am rechten Bildrand Haus Friedrichsbad, zwischen 1804 und 1820, Johann Heinrich Bleuler der Ältere.

Der Schwelmer Gesundbrunnen war eine Heilquelle in Schwelm. Wegen des Brunnens war Schwelm zur Mitte des 18. Jahrhunderts weit über die Stadtgrenze hinaus als Kur- und Badeort bekannt.

## Geschichte
Die eisenhaltige Quelle war bereits um 1650 vom damaligen Inhaber des Hauses Martfeld, Adolf Wilhelm Raitz von Frentz, in Schwelm entdeckt worden. Als im Jahre 1706 zwei Ärzte die Qualität des Wassers lobten und ihm eine heilende Wirkung bescheinigten, begann die Glanzzeit des Gesundbrunnens: Der Schwelmer Arzt Kaspar Frowein gab 1707 an, dass innerhalb von zwei Monaten 60 000 bis 70 000 Menschen den Schwelmer Gesundbrunnen aufsuchten. Über der Heilquelle entstand ein Brunnenhäuschen.
Gegen Ende des 18. Jahrhunderts entwickelte sich der Schwelmer Gesundbrunnen vom Kurort zum Ausflugsziel: Regelmäßig fanden Theater- und Opernaufführungen statt und es gab mehrere Brunnenwirtschaften. Im Jahr 1800 erschien unter dem Titel „Ueber den Schwelmer Gesundbrunnen“ eine 248 Seiten starke ausführliche Beschreibung der Schwelmer Heilquelle, des Brunnenbetriebes und der Stadt Schwelm mit näherer Umgebung. Sie wurde von den Schwelmer Arzt Ludovicus Castringius und dem Lenneper Apotheker Caspar Heinrich Stucke verfasst. 1809 verfasste Wilhelm Tappe ein Epos über einen Sonntag am Brunnen in Schwelm. Der Kurpark um das Brunnenhäuschen herum wurde 1820 vom Gartenarchitekt Maximilian Friedrich Weyhe in ein Lustwäldchen umgewandelt.
Die Glanzzeit des Schwelmer Brunnens kam 1882 zu einem jähen Ende, als die Heilquelle unverhofft versiegte. Als Ursache wurde der benachbarte Erzbergbau in den „Roten Bergen“ ausgemacht (heute Bereich Dr.-Moeller-Straße). Das über der Heilquelle entstandene Brunnenhäuschen ist heute denkmalgeschützt.